# Douglas Spencer
Douglas Spencer (* 10. Februar 1910 in Princeton, Illinois; † 6. Oktober 1960 in Los Angeles, Kalifornien), eigentlich William Henry Mesenkop, war ein US-amerikanischer Schauspieler.

## Leben
Spencer arbeitete ab Ende der 1930er Jahre als Lichtdouble für Ray Milland. Dies führte dazu, dass er bei vielen von Millands Filmen kleinere Rollen erhielt. Zunächst handele es sich um wenig mehr als Statistenrollen und es vergingen fast zehn Jahre, bevor er erstmals im Abspann eines Filmes genannt wurde. Seine erste Erwähnung im Abspann hatte er 1948 als Arzt im Film noir Die Nacht hat tausend Augen mit Edward G. Robinson in der Hauptrolle. Im Western Mein großer Freund Shane spielte er neben Alan Ladd und Jack Palance eine weitere Nebenrolle. Seine bekannteste Rolle wurde der Reporter Ned Scott im Science-Fiction-Film-Klassiker Das Ding aus einer anderen Welt. Danach spielte er im B-Movie Metaluna IV antwortet nicht und stellte Harry Kraler in Das Tagebuch der Anne Frank dar. Kurz vor seinem Tod an den Folgen seiner Diabeteserkrankung spielte er noch einige Gastrollen in Fernsehserien wie Westlich von Santa Fé und Bonanza.
Spencer starb am 6. Oktober 1960 im Alter von 50 Jahren an Diabeteskomplikationen in Los Angeles Kalifornien.

## Filmografie (Auswahl)
- 1939: The Day the Bookies Wept
- 1939: Black River (Allegheny Uprising)
- 1940: Glückspilze (Lucky Partners)
- 1940: Weihnachten im Juli (Christmas in July)
- 1943: Der Pilot und die Prinzessin (Princess O'Rourke)
- 1944: Frau ohne Gewissen (Double Indemnity)
- 1945: Incendiary Blonde
- 1945: Das verlorene Wochenende (The Lost Weekend)
- 1946: Smoky, König der Prärie (Smoky)
- 1946: Flucht von der Teufelsinsel (The Return of Monte Cristo)
- 1948: Spiel mit dem Tode (The Big Clock)
- 1948: Die Nacht hat tausend Augen (Night Has a Thousand Eyes)
- 1949: Die Erbin (The Heiress)
- 1949: Samson und Delilah (Samson and Delilah)
- 1949: Die Menschenfalle (Trapped)
- 1949: Todesfalle von Chikago (Chicago Deadline)
- 1949: Der Agent aus der Hölle (Alias Nick Beal)
- 1949: Diebstahl in Irland (Top o’ the Morning)
- 1950: Vater der Braut (Father of the Bride)
- 1950: Unter Einsatz des Lebens (Southside 1-1000)
- 1951: Der Revolvermann (The Redhead and the Cowboy)
- 1951: Ein Platz an der Sonne (A Place in the Sun)
- 1951: Das Ding aus einer anderen Welt (The Thing from Another World)
- 1951: Am Marterpfahl der Sioux (Warpath)
- 1951: Come Fill the Cup
- 1952: Liebling, ich werde jünger (Monkey Business)
- 1952: Der Tag der Vergeltung (Untamed Frontier)
- 1953: Houdini, der König des Varieté (Houdini)
- 1953: Mein großer Freund Shane (Shane)
- 1953: Zurück am Broadway (She’s Back on Broadway)
- 1953: Ärger auf der ganzen Linie (Trouble Along the Way)
- 1954: Fluß ohne Wiederkehr (River of No Return)
- 1954: Unter zwei Flaggen (The Raid)
- 1955: Metaluna IV antwortet nicht (This Island Earth)
- 1955: Der Mann aus Kentucky (The Kentuckian)
- 1956: Wo Männer noch Männer sind (Pardners)
- 1956: Der Mann von Del Rio (Man from Del Rio)
- 1957: Eva mit den drei Gesichtern (The Three Faces of Eve)
- 1958: Vom Teufel geritten (Saddle the Wind)
- 1959: Das Tagebuch der Anne Frank (The Diary of Anne Frank)
- 1959: Westlich von Santa Fé (The Rifleman; Fernsehserie, 1 Folge)
- 1960: Bonanza (Fernsehserie, 1 Folge)
- 1961: Jenseits des Ruwenzori (The Sins of Rachel Cade)
- 1961: Twilight Zone (Fernsehserie, 1 Folge)